# Cultura chasseniana
La cultura chasseniana (en francès: Chasséen) és una cultura arqueològica del neolític mitjà que va existir entre el 4350 i 3300 abans de la nostra era a l'actual estat francés i al nord de la península Itàlica. Es caracteritza sobretot per la seua producció lítica i ceràmica.

## Història
El chassenià pren el nom del jaciment de Chassey-le-Camp, a Saona i Loira, on els seus elements foren descrits per primera vegada per l'arqueòleg Joseph Déchelette al 1912, i la ceràmica serveix per a situar els fòssils. El terme fou adoptat pel prehistoriador Jean Arnal l'any 1950 per a designar les produccions del que aleshores s'anomenava neolític occidental, amb entre d'altres Windmill Hill a Avebury, a Anglaterra, Almeria a l'estat espanyol, Michelsberg a Alemanya, Lagozza a la península Itàlica o Cortaillod a Suïssa. Aviat aquesta definició massa àmplia fou revisada per l'antropòleg Raymond Riquet, que només conserva l'etiqueta Chassenià per a les produccions del Neolític mitjà del posterior estat francés.

## Àmbit geogràfic
Entre les cultures neolítiques, només la cultura chasseniana es va desenvolupar a la major part del territori actual de l'estat francés. Sembla aparèixer a la Ligúria, després s'estén a la Provença, la vall del Roine, els Alps, el massís Septentrional i la Borgonya. Va arribar a la conca de París, l'Aquitània i a l'oest. Aquesta expansió no en substitueix els grups autòctons, sinó que es tracta d'una difusió cultural.
Hi ha un Chassenià del sud, des de la Provença fins al Llenguadoc i els marges nord-occidentals de la península Itàlica, i un Chassenià del nord a la majoria de les zones central i nord de l'actual estat francés.

## Final del chassenià
A partir del 3650 ae, diferents investigadors evoquen una dislocació del conjunt de la cultura chasseniana, mentre que altres proposen un fenomen més gradual de la ruptura. Aquestes dues teories són més o menys vàlides segons les variacions de cada àrea, així com segons els diferents jaciments, que no responen sempre de la mateixa manera als canvis de la segona meitat del mil·lenni IV ae. En conjunt, l'explotació de sílex bedulià sembla estar en declivi, a favor dels sílexs lacustres oligocènics de la conca d'Apt-Forcalquier, destinats a la producció de grans fulles (fins a 35 cm).

## Hàbitat
L'arquitectura domèstica n'és poc coneguda, amb pocs vestigis. Els exemples que en resten estan construïts sobre pals, però també se n'han trobat rajoles de fang. Els jaciments més grans són tancats delimitats per séquies i poden ocupar desenes d'hectàrees.
Al sud de l'actual estat francès, l'únic poble atestat d'aquest període prové del jaciment de Vernègues - Cazan, El Clos del Molí, amb cases molt normalitzades i alguns edificis monumentals.
Un dels elements emblemàtics de l'època són les grans llars de pedra escalfada, rectangulars o circulars. Aquesta mena d'estructura apareix des del Mesolític i perdura fins a l'edat antiga. Fou, però, observada i descrita per primera vegada als jaciments de Chassén. Les restes se n'interpretaren primer com a fons de cabana.

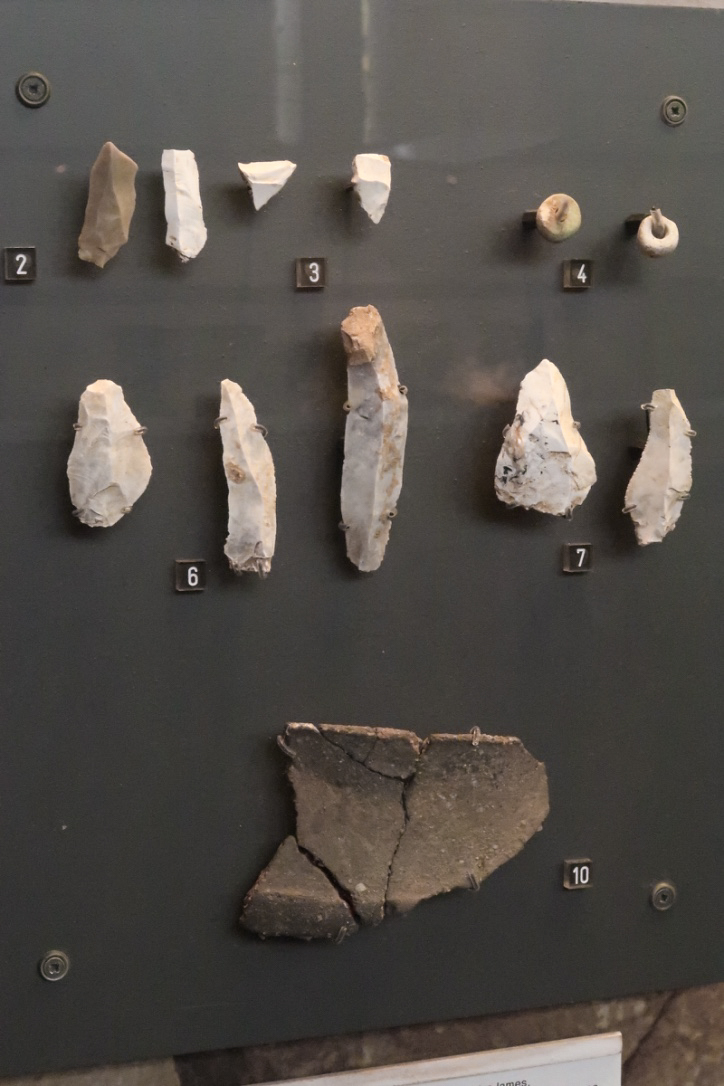
Indústria lítica chasseniana (Museu Bougon)

## Agricultura
La cultura chasseniana conreava l'agricultura i la cria de cabres i bestiar. Les coves i els abrics servien més per a ovelles, com ho demostren els dipòsits de fems que s'hi acumulen (recer de Pertus II, Font Juvénal, cova d'Antonnaire, Arene Candide, etc.).

## Indústria lítica
Un dels trets característics del chassenià és la presència en la indústria lítica d'una elevada proporció de fulles i làmines regulars, sobretot del barremià, sílex aptià de Valclusa i sílex d'oligocé de les conques d'Apt-Forcalquier (vall de Largue). Sembla que determinades eines s'empraven com a fulles de falç, o destinades a treballar l'os, la fusta, les plantes toves, etc.
Abans del 4000 ae, aquests suports es tallen per pressió dels nuclis no escalfats. Després del 4000 ae, els productes es desprenen per pressió, en particular amb alçaprem, seguint un tractament tèrmic controlat dels nuclis. Les tires d'obsidiana, més rares, solen ser d'origen sard. Les fulles polides (com ara destrals, aixes, polidors) es fan amb roques dures, la majoria d'eclogita del Mont Viso, o omfacita,jadeïta, serpentinita, etc. La seua producció s'associa a eines per a la producció de cereals i recursos vegetals (moles, pilons, etc.).

## Ceràmica
La ceràmica chasseniana enclou gerros amb pseudocolls estilitzats, gerros amb barres ondulades, tasses amb decoració interna, plats decorats i gerros amb anses.
Per a les fases antigues del chassenià, les decoracions contenien motius geomètrics (triangles, quadrilàters ratllats,etc.), bandes, garlandes finament incises en cru en pasta seca, mentre que per a les fases darreres les produccions ceràmiques són més refinades, sovint desproveïdes de decoracions.

## Comerç i metal·lúrgia
La cultura chasseniana es caracteritza per una forta estructura geogràfica de la seua economia, basada en el bescanvi. Les matèries primeres (obsidiana de Sardenya i de les illes Lipari, sílex de Valclusa, sílex italià (majòlica), eclogita dels Alps, cristall de quars, tuf de Roergue) emprades per a la fabricació d'eines es transformen a prop del lloc de extracció i després s'exporten en forma de productes acabats (palmes polides, làmines grans) o productes semielaborats (nuclis destinats a ser tallats per pressió en llocs de consum), fins a centenars de quilòmetres, sobretot fins a Catalunya (Països Catalans) en els sepulcres de fossa.
La metal·lúrgia del coure sembla que es practica, però de manera molt marginal. Ho testimonien els signes d'extracció de mineral de coure i calcopirita de Chassen a Ligúria a la primera meitat del mil·lenni IV mil·lenni abans de la nostra era (al voltant del 3600 ae). També s'han trobat nòduls de mineral de coure en un context chassenià primerenc al jaciment de Giribaldi de Niça. La metal·lúrgia del coure ja estava en marxa al mil·lenni V ae al nord de l'actual Itàlia i sud-est de l'actual estat francés. Entre els primers objectes fabricats i exportats, els punxons són els més comuns i un exemple se'n trobà dins del recent lloc d'hàbitat chassenià de Vernègues - Cazan, el Clos del Molí.

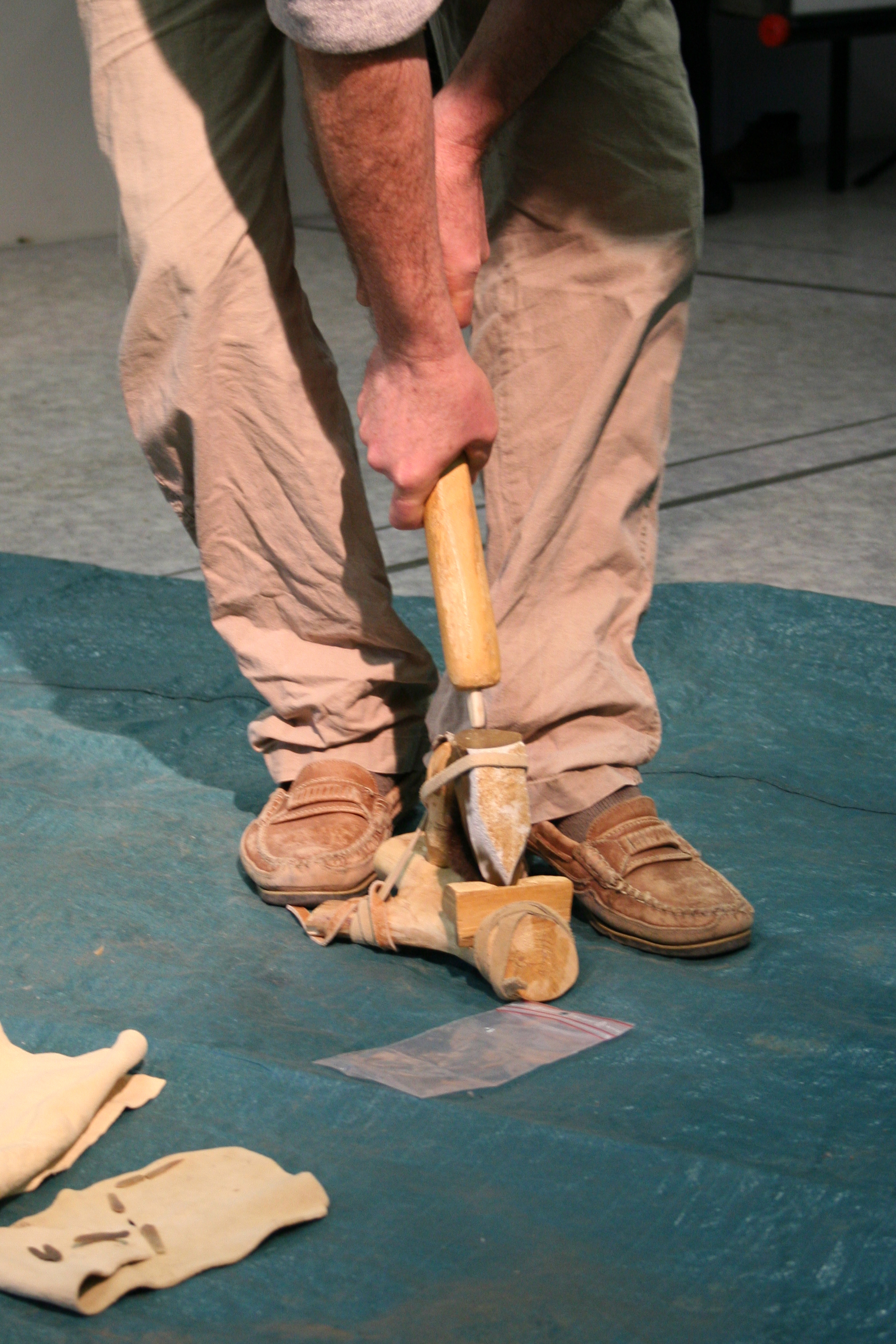
Exemple del procés per pressió (experimentador: Jacques Pelegrin)
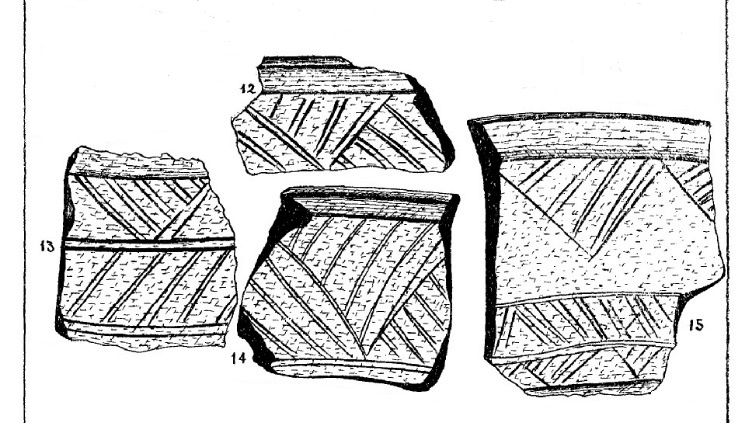
Exemple de decoració sobre ceràmica